# Carlos Gabriel Delfino
 Carlos Gabriel Delfino (Partido de Almirante Brown, provincia de Buenos Aires, Argentina, 18 de marzo de 1897 - Buenos Aires, ídem., 6 de octubre de 1959 fue un abogado y procurador general de la Nación de Argentina.

## Carrera política y judicial
Se recibió de abogado en la Universidad de Buenos Aires en 1923 con una tesis sobre El juicio por jurado. Fue auditor del Ejército Argentino y se desempeñó en la Auditoría General de las Fuerzas Armadas, dependencia en la que revistaba cuando el 26 de julio de 1947 por Decreto Nº 21840 fue nombrado procurador general de la Nación en reemplazo de Juan Álvarez, quien había sido destituido por juicio político el 30 de abril de 1947. Varios de sus colaboradores en el nuevo cargo provinieron de su puesto anterior.
En una época en la que los jueces de la Corte Suprema de Justicia de la Nación no eran afectos a citar doctrina extranjera, Delfino no la evitó y sus dictámenes muestran estudios profundos de cada tema y algunos de ellos, una notable claridad y enjundia.
Luego de ser derrocado Perón, fue separado del cargo por el gobierno de facto emergente del golpe de Estado por decreto Nº 318 del 4 de octubre de 1955.
Falleció en Buenos Aires el 6 de octubre de 1959.